# Чин'янта Мунона
Чин'янта Мунона (д/н — 1862) — 6-й мвата-казембе (володар) держави Казембе в 1854—1862 роках.

## Життєпис
Ймовірно один з молодших синів мвати Луквези Ілунги. Після раптової смерті брата Капунго Мвонго Мфвани 1854 року перебував за межами столиці Мвансабомбве. Тому свої права на трон висунув Мвонга Нсемба, який був далеким родичем по материнській лінії. Втім рада знаті відхилила його вимоги. До того ж Чин'янта Мунона швидко прибув до столиці, де був оголошений новим мватою.
Намагався продовжити політику попередника, розвиваючи торгівлю з європейцями. Втім також став залучати торгівців арабів й суахілі. Надав землю впливовому торгівцю Мсірі, за якого видав двох доньок — Мукунто і Мусва Банту. Проте останній у 1856 році відокремився, створивши власну державу Єке, яка перервала прямі контакти між Казембе та припортовими містами Східної Африки.
Поступово посилювався конфлікт з Мсірі, який все більше долучав арабських та суахільських торгівці, збільшував своє військо. Напередодні відкритого протистояння Чин'янта Мунона раптово помер. Трон захопив Мвонга Нсемба.